# Parsonsia buruensis
Parsonsia buruensis är en oleanderväxtart som först beskrevs av Johannes Elias Teijsmann och Binn., och fick sitt nu gällande namn av Jacob Gijsbert Boerlage. Parsonsia buruensis ingår i släktet Parsonsia och familjen oleanderväxter. Inga underarter finns listade i Catalogue of Life.